# Love Will Tear Us Apart

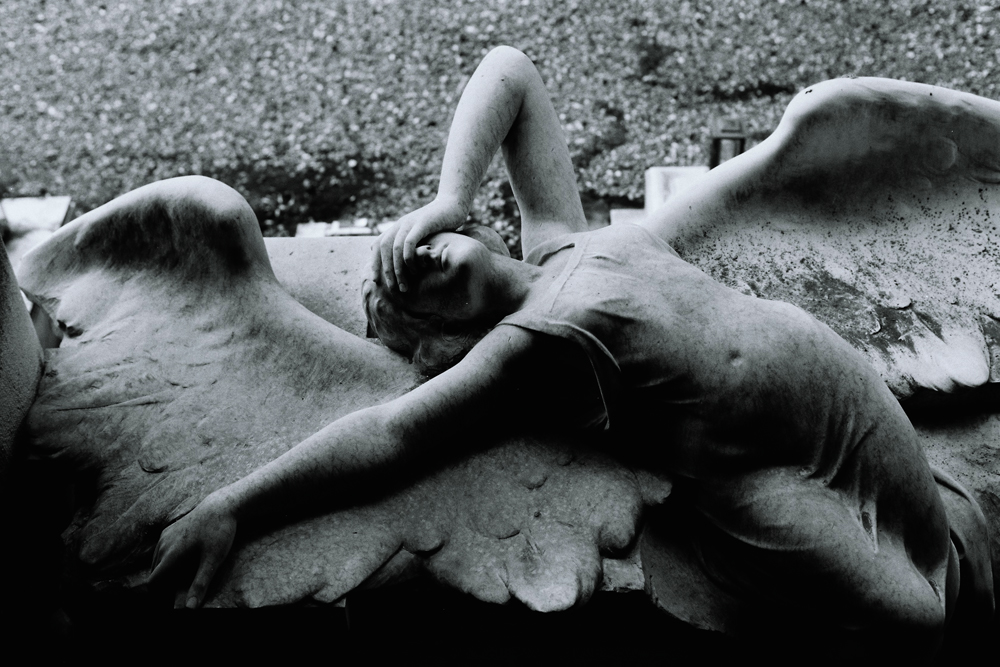
Zdjęcie grobu rodziny Ribaudo wykorzystane na okładce

Love Will Tear Us Apart – nowofalowy utwór brytyjskiej grupy Joy Division. Piosenka napisana została w sierpniu i wrześniu 1979 roku, natomiast po raz pierwszy formacja zagrała „Love Will Tear Us Apart” w Brukseli, podczas belgijskiego tournée w październiku 1979 roku.

## Geneza utworu
Autorem tekstu jest wokalista zespołu, Ian Curtis, który opisał w nim swoje kłopoty małżeńskie, związane z coraz częstszymi kłótniami z żoną i rosnącym uczuciem do poznanej na koncercie w Brukseli Annik Honore. Żona chciała z tego powodu rozwieść się z Curtisem, co uniemożliwiło jednak jego samobójstwo. Utwór nie znalazł się na żadnej płycie studyjnej Joy Division, choć czasem jest dołączany do nielegalnych wersji albumu Closer.

## Teledysk
W 1980 roku do piosenki zrealizowano wideoklip, który po śmierci Curtisa wyemitował kanał telewizyjny z północno-zachodniej Anglii – Granada TV.

## Wersje innych wykonawców

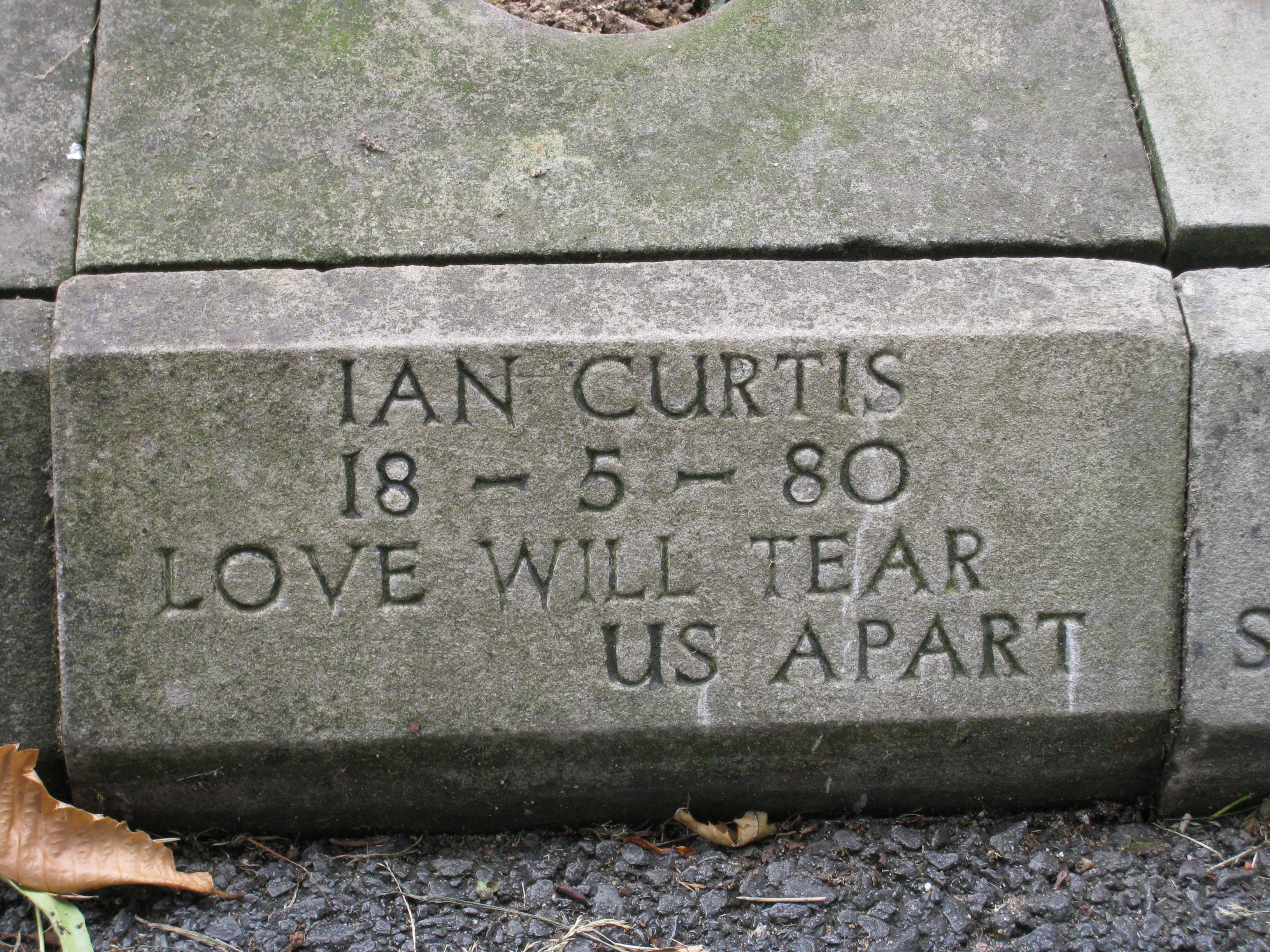
Inskrypcja „Love Will Tear Us Apart” na grobie Iana Curtisa.

Piosenka była wielokrotnie nagrana przez różnych artystów, wśród których są:
- Nouvelle Vague
- José González
- New Order
- Evelyn Evelyn
- Paul Young
- Swans

## Nawiązania do utworu
Napis „Love will tear us apart” (pol. Miłość nas rozdzieli) został wyryty na nagrobku Curtisa, na prośbę jego żony.